# Serrat de Vallverdú
El Serrat de Vallverdú és una muntanya de 764 metres que es troba al municipi de Sant Mateu de Bages, a la comarca catalana del Bages.